# Mže (fiume)
Il Mže (in tedesco: Mies) è un fiume centroeuropeo che passa nel sud della Germania e nella zona sud-occidentale della Repubblica Ceca fino ad unirsi al fiume Radbuza per formare il fiume Berounka, affluente della Moldava che, a sua volta, è un affluente dell'Elba. Ha una lunghezza di circa 107 km e una conca fluviale di circa 1828,6 km².

## Corso fluviale
Il Mže nasce in Germania, con il nome di Mies, a 730 metri di altezza sopra il livello del mare, nell'estremo nord-est del Distretto dell'Alto Palatinato, concretamente nel bosco di Griesbach, nella foresta dell'Alto Palatinato, vicino alla cittadina di Asch, nel territorio municipale di Mähring, nel distretto di Tirschenreuth.
I primi 2 km di percorso del fiume formano parte della frontiera tra la Repubblica Ceca e la Germania per poi entrare in territorio ceco, passando per le piccole città di Tachov e Stříbro. Una volta arrivato alla città di Plzeň, il Mže si unisce al Radbuza per formare il Berounka.
Sul tragitto del fiume sono state costruite due dighe: la prima e più a monte è la diga di Lučina che, creando un lago artificiale, ha sommerso il paesino omonimo. La seconda è la diga di Hracholusky.
Da sinistra il Mže riceve le acque del Hamerský potok (all'altezza di Ústi nad Mži) e del Kosový potok (all'altezza di Kočov), mentre dalla parte destra destra il suo principale affluente è l'Ùhlavka.